# (13509) Guayaquil
(13509) Guayaquil ist ein Asteroid des mittleren Hauptgürtels. Er wurde am 4. April 1989 von dem belgischen Astronomen Eric Walter Elst am La-Silla-Observatorium der Europäischen Südsternwarte in Chile (IAU-Code 809) entdeckt.
Der Asteroid gehört zur Sulamitis-Familie, einer nach dem Asteroiden (752) Sulamitis benannten Gruppe von Asteroiden. Die zeitlosen (nichtoskulierenden) Bahnelemente von (13509) Guayaquil sind fast identisch mit denjenigen von zwei kleineren Asteroiden, wenn man von der Absoluten Helligkeit von 16,6 und 18,0 gegenüber 14,4 ausgeht: (165535) 2001 DZ und (385776) 2006 AD23.
Der mittlere Durchmesser von (13509) Guayaquil wurde mit 10,226 km (±0,942) berechnet. Mit einer Albedo von 0,030 (±0,021) hat er eine für Asteroiden relativ dunkle Oberfläche. Die Rotationsperiode von (13509) Guayaquil wurde 2015 von Adam Waszczak, Chan-Kao Chang, Eran Ofek et al. untersucht. Die Lichtkurve reichte jedoch nicht zu einer Bestimmung aus.
Der Asteroid wurde am 29. August 2015 nach Guayaquil benannt, der größten Stadt Ecuadors.